# 内藤雅人
内藤 雅人（ないとう まさと、1965年1月25日 - ）は、静岡県浜松市出身の元アマチュア野球選手（外野手）。

## 来歴・人物
静岡学園高校では、一年生から4番打者を務めていた。高校卒業後に東洋大学に進学して硬式野球部に所属し、東都大学野球リーグでは1984年の春季に、二打席連続本塁打6安打でリーグ新記録の12安打を放った。4年時は大学選手権優勝を果たし、1986年の日米大学野球の全日本メンバーにも選ばれた。ベストナイン2回。同期に森浩之がいた。
大学卒業後は、社会人野球のヤマハに所属し、1年目に都市対抗野球優勝を経験。1989年の第15回アジア野球大会の全日本メンバーにも選ばれ、1990年の都市対抗野球では優勝に貢献すると優秀選手に選ばれ、同年には社会人ベストナインにも選ばれた。
引退後は東洋大学コーチ、聖隷学園高校監督も務め、現在はボーイズリーグの磐田ボーイズの総監督を務める。